# Esztergom-Kertváros

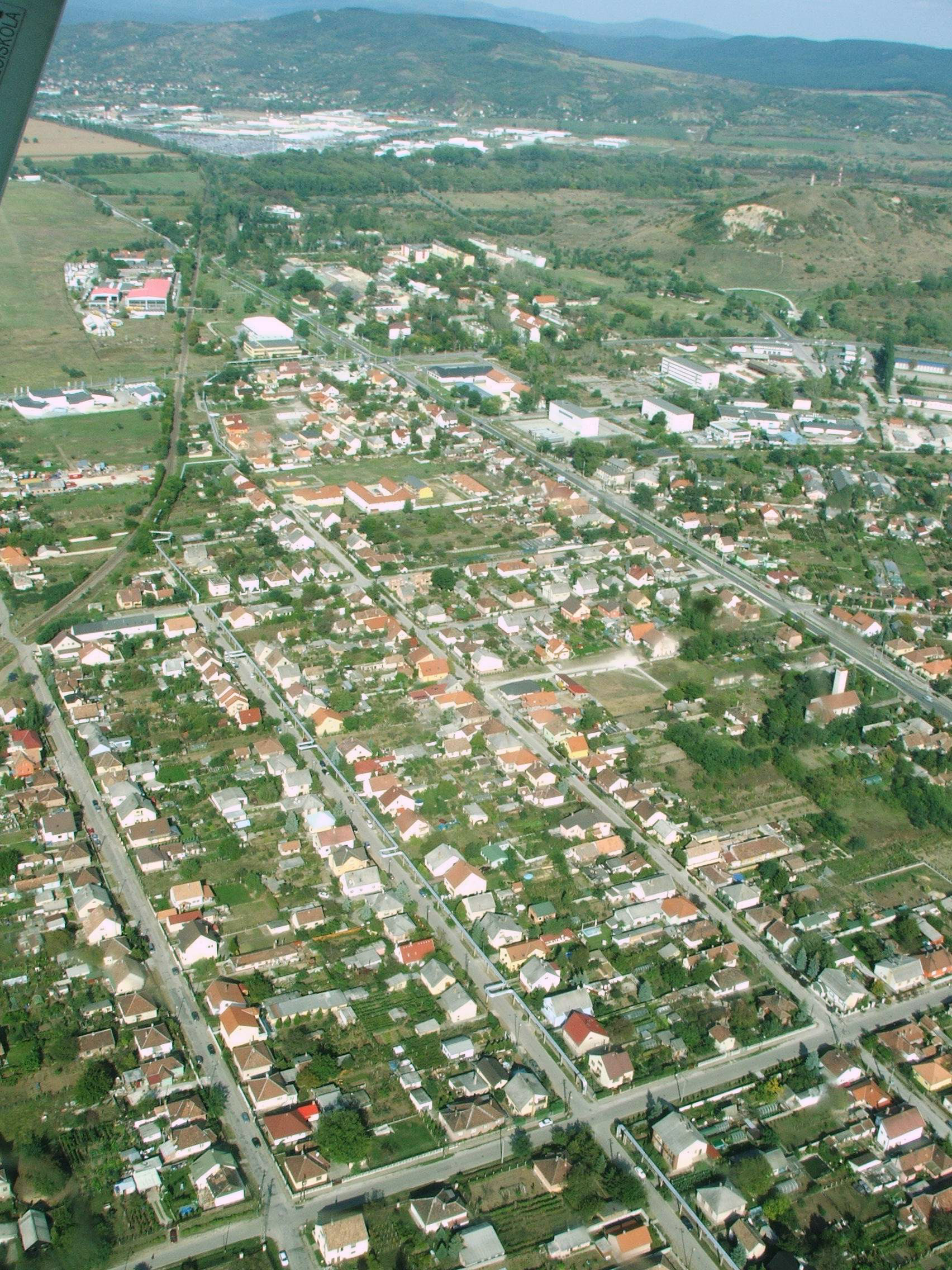
Kenyérmező

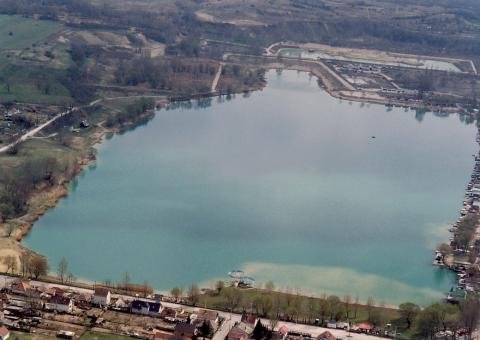
A Palatinus-tó

Esztergom-Kertváros Esztergom részönkormányzattal rendelkező városrésze. Irányítószáma 2509.
A 2011-es népszámláláskor a városrésznek 6256 lakosa volt.

## Fekvése
A mai Esztergom-Kertváros Nixbrót-dűlő, Kenyérmező-major, Esztergom-Tábor, és Szent István városrészekből szerveződött össze. 1995-ös adatok szerint területe 420 hektár, ebből belterület 297 hektár.
Az Esztergom belvárosától 5 km-re délre, a Dorogi-medence nyugati részén, Dorog városával egybeépülve helyezkedik el. Délről nagyjából a Kenyérmezői-patak határolja.
Észak-déli irányban a 111-es főút, kelet-nyugati irányban a Tátra vezető – és Dorogot elkerülő – 117-es főút szeli keresztül, utóbbiból Kertváros északkeleti széle közelében ágazik ki az 1117-es út a Magyar Suzuki Zrt. gyártelepe és az 1111-es út felé. Déli határszéle egy rövid szakaszon egészen a 10-es főútig elnyúlik.
A hazai vasútvonalak közül a településrészt a Budapest–Esztergom-vasútvonal és a Esztergom–Almásfüzitő-vasútvonal érinti, melyeknek itt két közös megállási pontjuk is volt, de ezek közül ma már csak Esztergom-Kertváros vasútállomás üzemel, az északabbra fekvő Esztergom-Tábor megállóhelyet rég bezárták. Itt található Esztergom repülőtere is. 2001-ben 1 878 lakás, 172 nem lakott üdülő, és 18 egyéb lakóegység állt a városrészen.

## Története

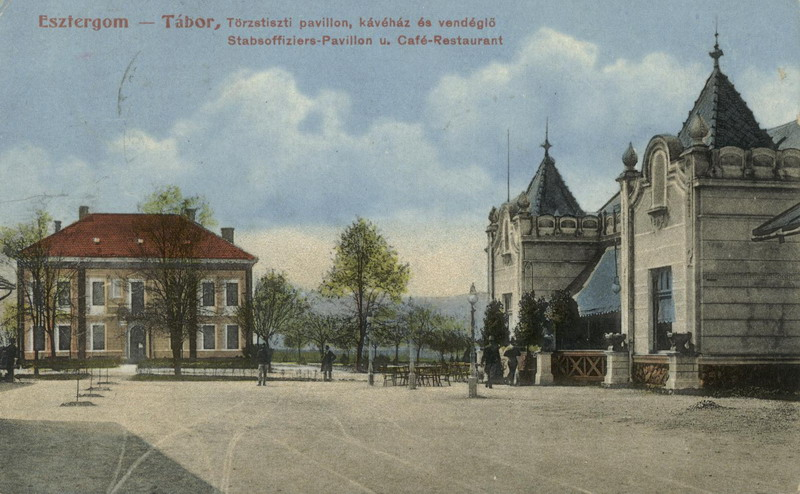
Esztergom-Tábor az első világháború idején. A főtiszti épület még ma is áll, a kaszinó már nem.

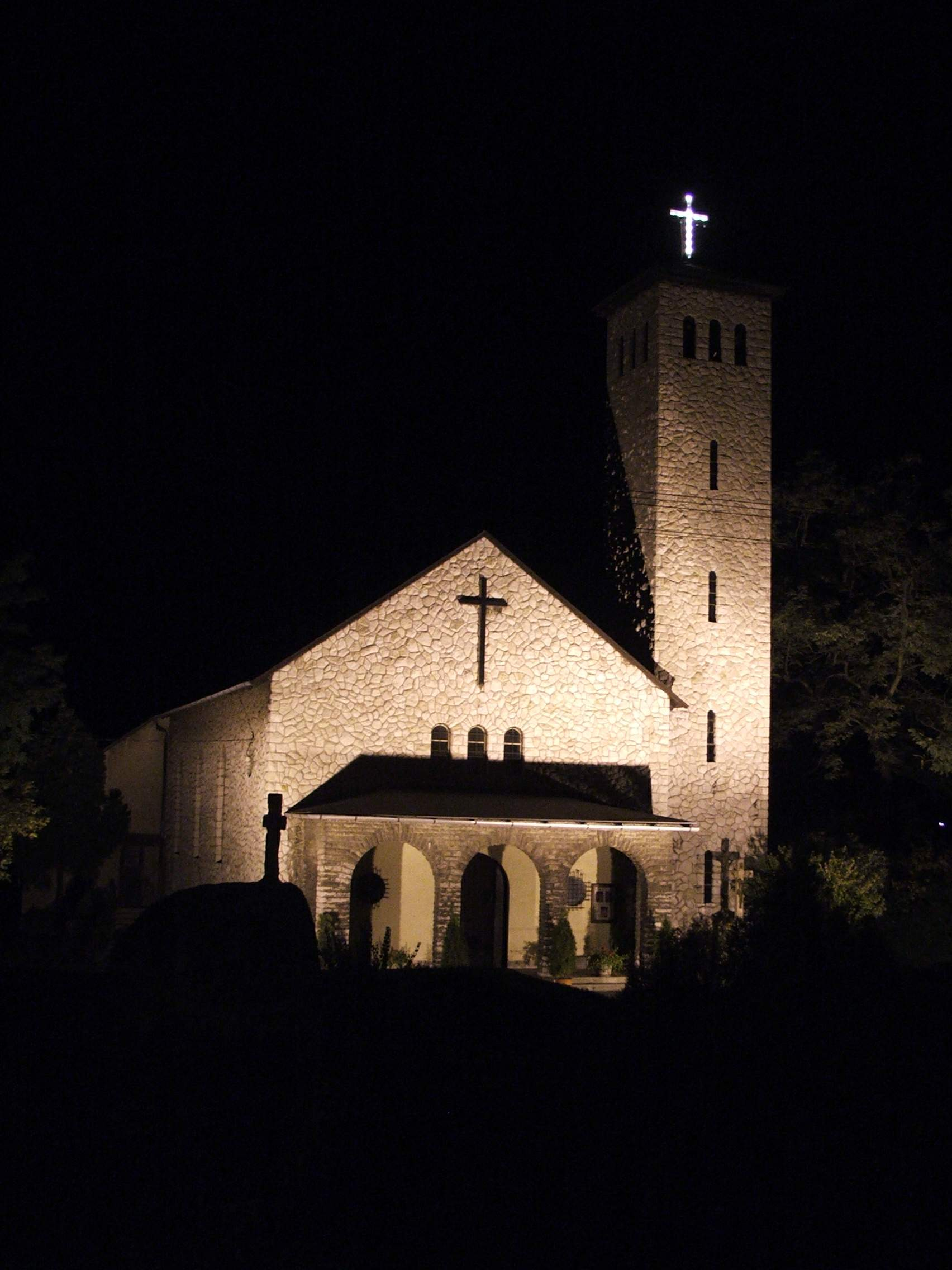
Kertváros plébániatemploma

1840. június 16-án a pénzhiánnyal küzdő Esztergom Nixbród (a mai Kertváros egy része) eladását tervezte, de végül elállt szándékától.
Az 1890-es években Heye Herman alapított üveggyárat Esztergomtól délre, az Őrhegy (Mai Strázsa-hegy) mellett 40 holdnyi területen, ami munkalehetőséget biztosított a helyieknek. Később 1500 kataszteri holdon harcászati lőteret alakítottak ki az Osztrák–Magyar Monarchia számára. Az 1890-es években az üveggyárat a katonai kincstár vette át, és átalakították katonai táborrá. az épületeket raktárnak, barakknak használták. Innen ered az Esztergom-Tábor elnevezés. Egyes részeit Kenyérmezei-majornak, Zsalazsonnak nevezték. Itt gyakorlatoztak a budapesti IV. és a pozsonyi V. hadtest katonái. A városi képviselő-testület 1907-ben 30 évre bérbe adta a az itteni legelőket harcászati lőgyakorlatra, illetve barakktábor létesítésére. 1910-ben József főherceg és Frigyes főherceg is látogatást tettek a kenyérmezői katonai táborban.

### Fogolytábor az első világháborúban
A terület az első világháború alatt kezdett benépesedni, amikor itt állították fel Magyarország legnagyobb hadifogolytáborát 1914. augusztus 27-én. A hatalmas barakkokban egyenként 600 ember fért el. A tábor a háború alatt folyamatosan terjeszkedett. Raktárak, tiszti házak, újabb barakkok, uszodák, szennyvíztisztító telep és imaház épültek. Megvalósult a melegvíz-ellátás. Az első világháborúban a hadifogolytáborban összesen száznégyezer ember raboskodott. Szabadidejükben fából készült emléktárgyakat készítettek, amit a környék lakossága vásárolt meg. A Magyar Tudományos Akadémia tagjai közül számos, néprajztudománnyal, nyelvészettel foglalkozó tudós, turkológus és finnugrista végzett adatgyűjtést, a cseremisz, zürjén, mordvin, grúz és tatár foglyok között 1915-től. Itt teljesített szolgálatot Aggházy Kamil, a Hadtörténeti Intézet és Múzeum alapítója.
A tábor állandó létszáma 40 ezer fő volt, pedig kezdetben csak ezerfősre tervezték. Korabeli iratok szerint a táborban nevezetesebb hadifoglyokat is őriztek, köztük Jevgenyij Ivanovics Martinov orosz tábornokot, Alekszej Szledkovszkij kozák kapitányt és Velibar Urošević szerb költőt. Azokat a foglyokat, akiket nem tudtak elhelyezni, Dunaszerdahelyre szállították. Egyes források szerint 70 ezren, más források szerint 4400-an haltak meg, nagy részük a szerb foglyok között kitört kolerajárványban 1914 szeptemberében. A barakk-kórház decemberben készült el. Dr. Fonyó János, a tábor orvosa által elrendelt szigorú karanténnak köszönhető, hogy a járvány nem terjedt ki a városra. Következő év tavaszán a tífuszjárvány tizedelte meg a földbe ásott barakkok lakóit. Ekkor a földkunyhók helyére állandó épületeket emeltek. 1918 nyarán a létszám jelentősen felduzzadt, mivel a küszöbön álló fogolycsere miatt visszahívták a külső munkán lévőket. A tábor novemberben szűnt meg. Ekkor már csak 40 ezer fogoly lakta. Az őrök és a foglyok mindent széthordtak vagy elpusztítottak.

### A tábor temetői

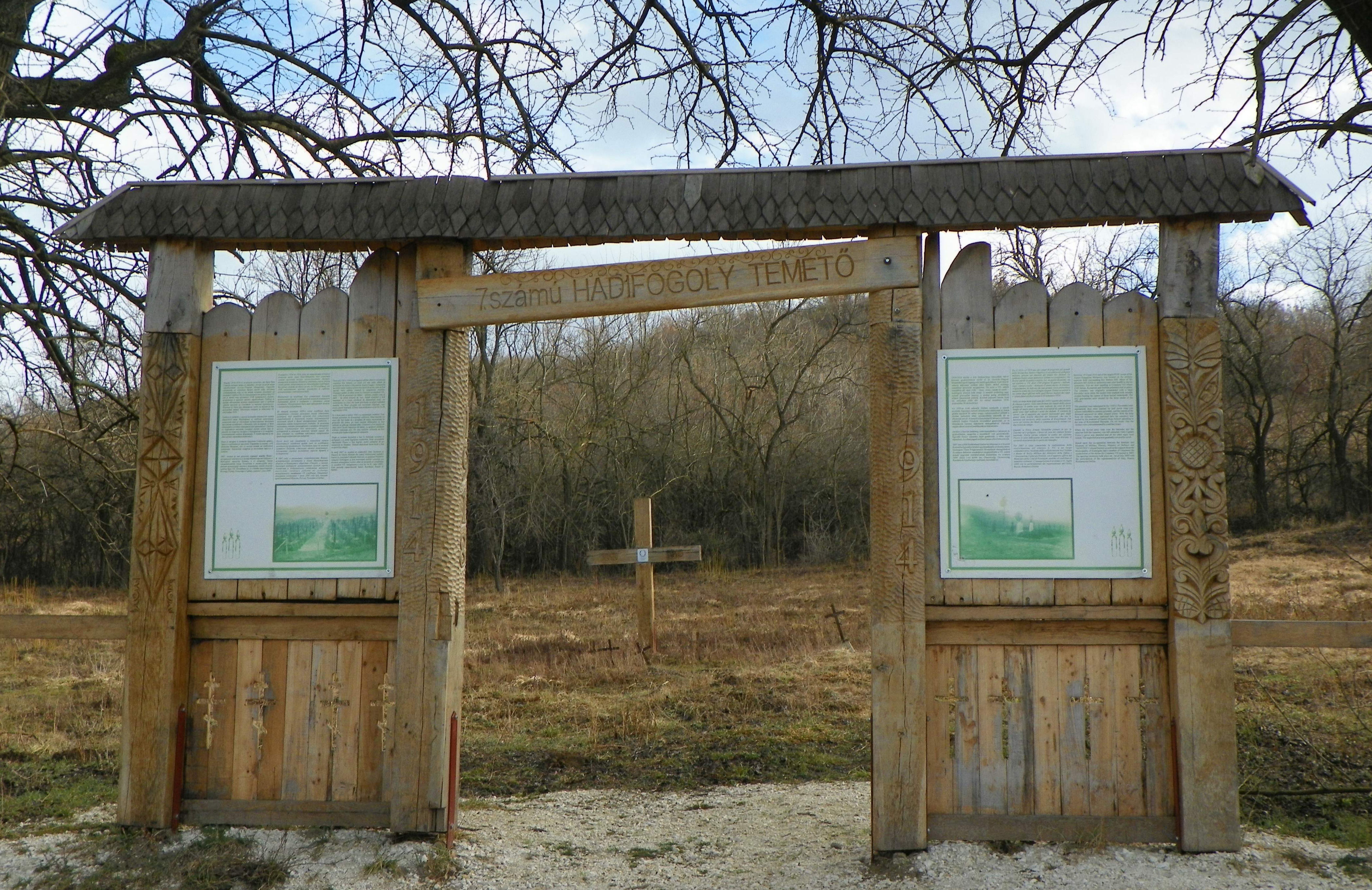
A 7-es hadifogoly temető, 1548 orosz, olasz, román és szerb katona nyughelye

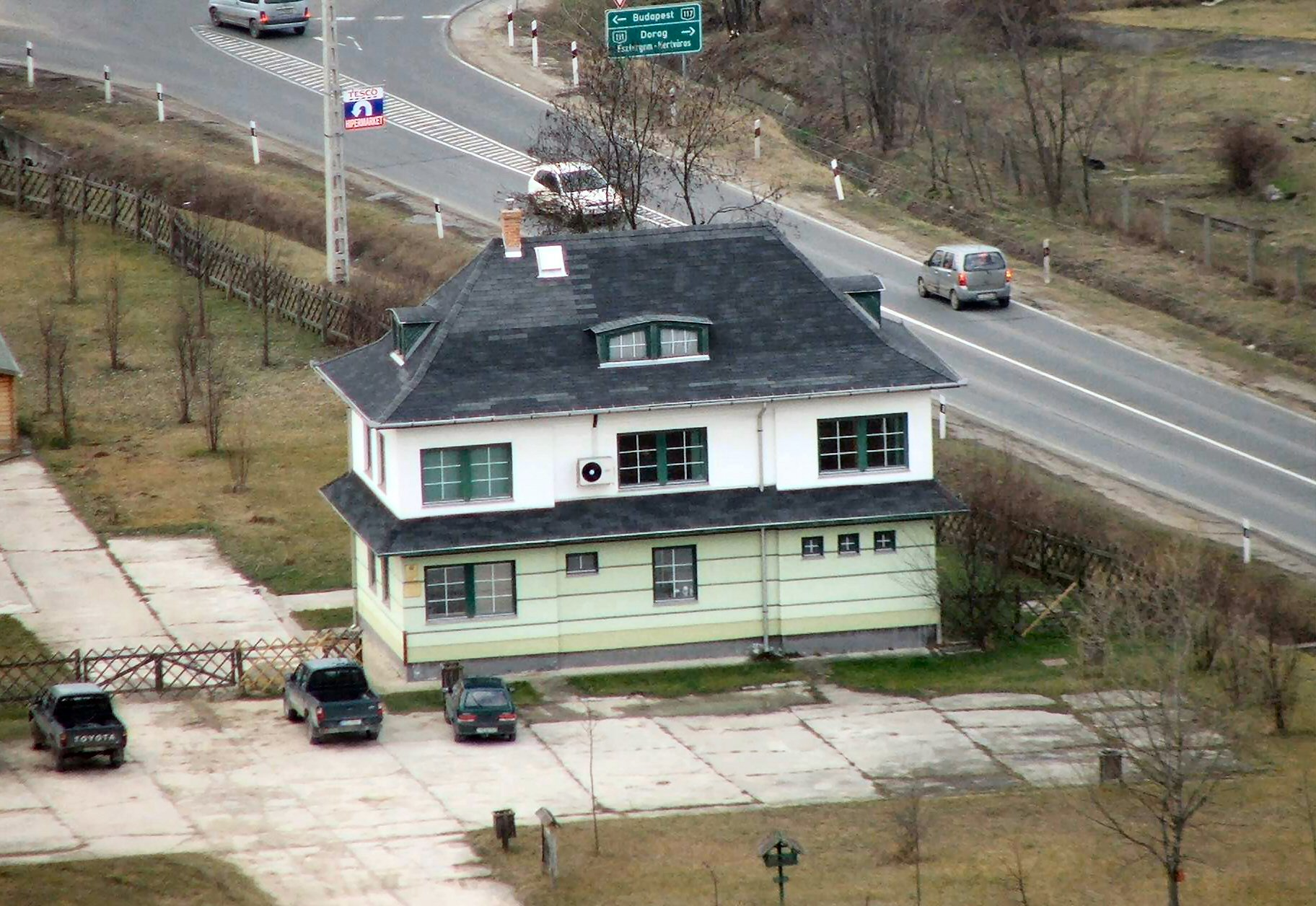
A Duna–Ipoly Nemzeti Park Igazgatóság esztergomi épülete

A tífusz- és kolerajárványokban elhunytakat összesen 11 temetőben helyezték örök nyugalomra. A Strázsa-hegy lejtőjén kialakított 1-es temető volt a tábortól legtávolabb, ezért hamar felhagytak a használatával. Itt összesen heten nyugszanak mára jelöletlen sírokban. A 2-es számú temető a repülőtér út felőli oldalán volt. Ezt a terület planírozása során 1941-ben megszüntették és a 157 maradványt áttemették. A 3-as temető a Kis-Strázsa hegy déli oldalán húzódó dombgerincen volt a Kolera-tábor közelében, 31 sírral. Az első nagy járványok áldozatait nem ide, hanem a közelében fekvő 4-es temetőben helyezték nyugalomra. Itt 560 névtelen katona fekszik tömegsírokban. A temetőt később is használták, még az őrszemélyzetből is került ide 50 népfölkelő. Összesen 1659-en kaptak itt végső nyughelyet. Az 5-ös temetőt, és az ottani 98 maradványt ami a gyakorlótér északi oldalán volt, a későbbi homokbányászás megsemmisítette. A 6-os számú temető az Esztergom-Dorog-Tát vasúti kereszteződés háromszögének közepén álló ismeretlen orosz katona sírja. A legismertebb 7-es temető a Strázsa-hegy déli lejtőjén húzódik. 1548 olasz, orosz, román és szerb hadifogoly nyughelye. Eredetileg egy nagy paroszláv kereszt állt a temetőben, a sírokat fakeresztek jelölték. Az 1920-as években rendezték a temető arculatát, egységes sírhalmokat alakítottak ki, félméteres vaskeresztekkel jelölték a sírokat. A kenyérmezei Szalézi Fiúiskola diákjai gondozták a katonai alakulatokkal együtt, halottak napján rendszeresen misét tartottak itt. Amikor a szovjet hadsereg vette használaba a laktanyát és a gyakorlóteret megszűnt a temetőről gondoskodás, egy kivételével az összes sírjel elpusztult.
A 7-es temetőt 2009 július elsején ünnepélyes keretek között újraavatták. Az utolsó négy temető az elkülönítőnek használt tokodi bányáknál feküdt. Az egyikben 700 ismeretlen szerb és orosz fogoly nyugszik tömegsírokban. A 4-es és 7-es sírjait 1920-ban betongúlákkal, vaskereszttel és névtáblákkal látták el. A háború befejeztével a szalézi rend iskolát alakított ki a területen, a temetőket a növendékek gondozták.
1921-ben a korábbi tábor területén megszervezték a 4. kerékpáros Zászlóaljat. 1945-ben a laktanya a Magyar Páncélos Tüzérezred Felderítő Hadosztályának székhelye lett.
1922-ben nyitott meg az első Homokvasút a városrészen, ami a szomszédos dorogi bányákba szállította a tömedékanyagot. Az inneni homokkitermelés nyomán jött létre a Palatinus-tó, és egy nagyobb homokgödörből lett később az esztergomi szeméttelep. 1938-ban a Szent István jubileumi év alkalmával azonban a terület összefoglalóan az Esztergom-Szentistvánváros nevet kapta, amit 1945-ben Esztergom-Kertvárosra változtattak. 1939-ben alapítottak először két-tantermes iskolát, a mai Arany János Általános iskola elődjét. Az 1940. évi népszámláláskor már 2000-en laktak a területen. A második világháború alatt Esztergom legjobban károsodott városrésze volt. A háború után felmerült, hogy a szomszédos Dorog nagyközséghez csatolják. 1947–48-ban a Belügyminisztérium népszavazást rendelt el, amely két részből állt. Az Esztergom óvárosához közelebb eső területeken 1947 őszén tartották a referendumot. Ezen a 242 szavazó családból 209 Esztergom mellett szavazott, míg 33 család Doroghoz csatlakozás mellett voksolt. Az 1948. május 9-én a városrész déli, Doroghoz közelebb eső része szavazhatott. Összesen 172 család voksolt, 105 Esztergom, 67 Dorog mellett. Ezután Kertvárost hűséges városrészként emlegették. A szocializmus évei alatt katonai lőtér működött, a tankállások ma is jól láthatóak a városrész északi szélén. 1992. február 11-én ismét népszavazást tartottak Kertvárosban az Esztergomról való elszakadásról. A megjelentek 73,4%-a a leválásra szavazott, de mivel a részvételi arány 42,4%-os volt, a referendum érvénytelen lett. A rendszerváltás után az egykori laktanyákat lakóparkká alakították, az egykori lőtér területén a Magyar Biztonsági és Testőr Akadémia komplex kiképzőbázisa működik. A Magyar Honvédség Kiképzés Technikai Ellátó és Szolgáltató Központja is itt található. 2007. június 28-án Kertvárosban adták át egy tizennégyezer négyzetméteres telken az 1,5 milliárd forintból felépült megyei pszichiátriai otthont.
Kertváros egyetlen közművelődési intézménye a Féja Géza Közösségi Ház, aminek elődjét – a  Tábori kultúrházat – a negyvenes években alapították. 2007 júniusában renoválták az épületet. A névadó, Féja Géza 1927-től az Esztergom-tábori Fiúnevelő Intézet igazgatóhelyettese volt.

## Népesség

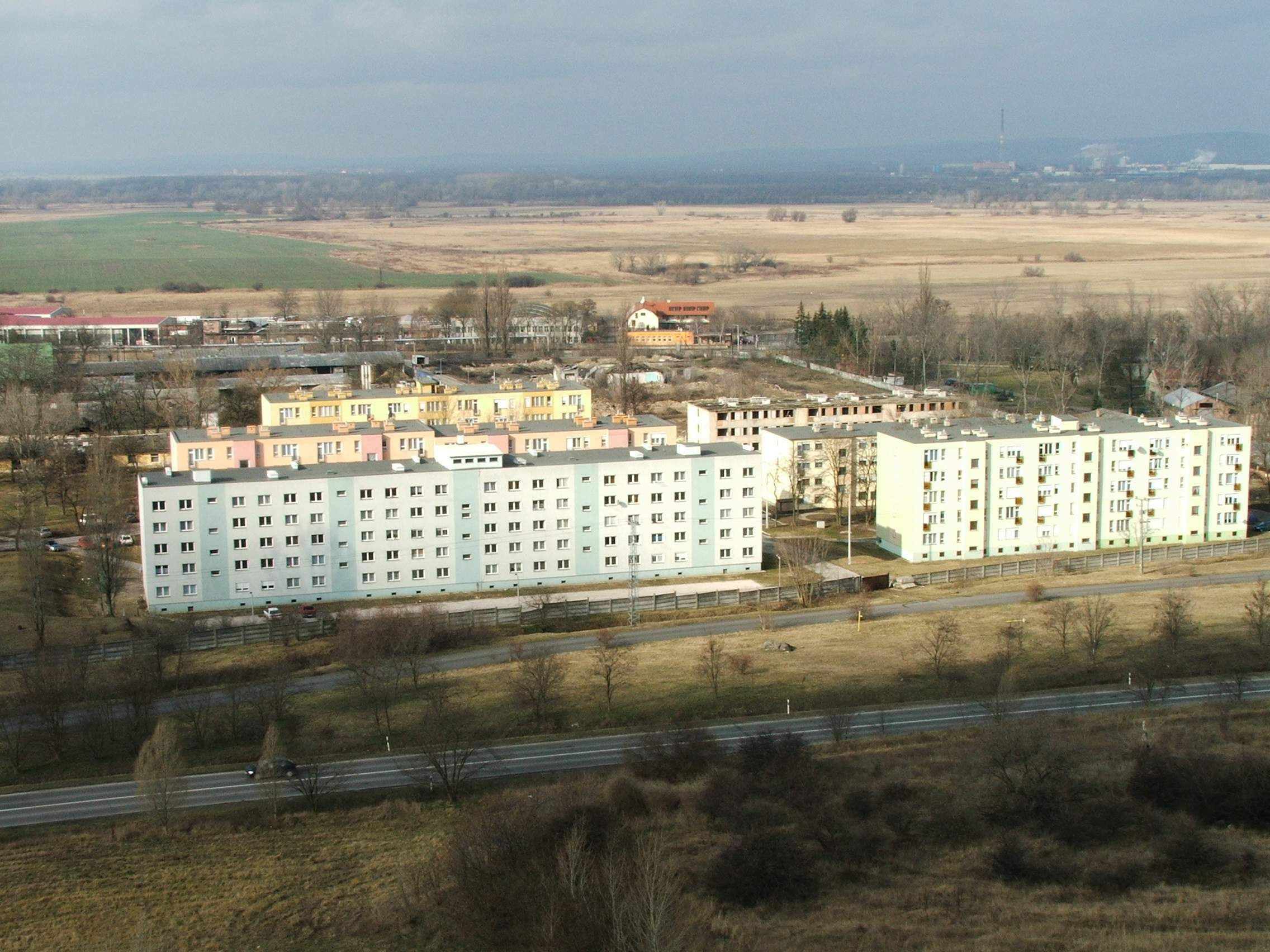
Az egykori szovjet laktanyák

1970-ben, a korabeli Esztergom-Tábornak 4901 lakosa volt, Sátorkőpusztán további 107 személy élt. 1980-ban 5336 lakost írtak össze, Sátorkőpusztán 69 főt. 2001-re a népesség 5765 főre növekedett, a külterületi lakóhelyei a következők voltak: Húsipari gazdaság (71 fő), Sátorkőpuszta (37 fő), Nixbrót (6 fő), Repülőtér (10 fő).

## Látnivalók
- A városrészben található a harminc hektáros egykori bányató, a Palatinus, ami ma strandként, horgászhelyként működik.
- A Szent István király-plébániatemplom, és a kertjében álló, műemlékileg védett Mária megkoronázása szobor
- 2005 óta itt található a Duna–Ipoly Nemzeti Park igazgatóságának székhelye, ami tanösvényt működtet a Strázsa-hegyen.
- A városrész határában van a megye egyetlen látogatható barlangja, a Sátorkőpusztai-barlang.
- 2006-ban nyílt meg a Búvármúzeum a Palatinus-tóban.